# Age of Empires II: The Conquerors
Age of Empires II: The Conquerors (usualment abreujat AoC o simplement Conquerors) és un videojoc d'estratègia en temps real (RTS) per a ordinadors personals, desenvolupat per Ensemble Studios i publicat per Microsoft Games per a les plataformes Microsoft Windows i Apple Macintosh. El títol s'expandeix al videojoc Age of Empires II: The Age of Kings i va ser llançat a mitjans de l'any 2000.
AoC s'inicia en el mateix context històric del seu predecessor, però dona un petit pas més en la història en ampliar la dinàmica i les possibilitats del joc. Manté el mateix guió en el seu desenvolupament tant econòmic com militar, però introdueix algunes millores en la IA d'algunes unitats que ajuden a tenir més temps per plantejar una estratègia, introduint civilitzacions americanes (maies i asteques), a més d'algunes altres civilitzacions (espanyols, huns i coreans), 11 noves unitats, 4 noves campanyes, 26 tecnologies noves, més modes de joc i nous mapes.